# Biserica Nașterea Maicii Domnului din Baraboi
Biserica „Nașterea Maicii Domnului” din Baraboi este un edificiu de cult și un monument de arhitectură de importanță națională din Republica Moldova

## Construcția
Deși a luat ființă curând după 1839, când un număr mare de locuitori ai satului Scăieni au acceptat să se strămute pe moșia lui Mihail Sturdza, satul Baraboi nu a avut biserică până în anul 1875. S-a întâmplat ca la 16 martie 1873, prin dispoziția conducerii eparhiale din Basarabia, preotul Teofil Mahu de la biserica Adormirea Maicii Domnului din satul vecin Ghizdita (acum Fântânița) să fie transferat în satul Baraboi, conform propriei solicitări. Evident, cu misiunea de a-și da silința la ridicarea unei biserici în acest sat. Chiar în anul transferării sale, instituția de resort a aprobat proiectul bisericii ce urma sa fie înălțată.Conform arhivei despre bisericile din Episcopia Hotinului din 1926 și respectiv 1927 este știut faptul că biserica din localitatea Baraboi a fost zidita în 1875. În 1905 încăperea bisericii a fost lărgită.

## Moartea preotului Boris Nicolaev
La 17 octombrie 1947, episcopul Benedict al Chișinăului și Moldovei l-a numit pe preotul Boris Nicolaev în postul vacant de preot de la biserica din Baraboi.A fost preot în acest sat pana la tragica zi de 4 ianuarie 1961 când se întorcea din satul vecin, împreună cu dascălul Trifan Rabei, unde au oficiat serviciul divin la înmormântarea lui Ion Lisnic. Se zice ca căruța in care erau s-a răsturnat, conform cercetătorului G.Botezatu, decedează doar preotul și dascălul, dar căruțașul și vărul său au scăpat cu viață. O alta versiune oficială, pusă în circulație prin intermediul cotidianului moscovit Pravda, zice ca aceștia erau în stare de ebrietate. Astfel,au înghețat în câmp, întorcându-se de la un praznic din satul vecin. Totuși, este și o a treia versiune. Pe 4 ianuarie 1961, Vasile Lisnic, un om care se stabilise cu traiul la Baraboi, l–a luat pe preotul Boris Nicolaev și pe dascălul Trifon Rabei la înmormântarea tatălui său, într–un sat vecin, Chetroșica, aflat la o distanță de vreo 7 km. “Sigur că s–a intenționat ca fețele bisericești să se rețina la inmormântare. Dupa funeralii, Vasile Lisnic și–a luat copiii și nevasta plecând acasă. Preotul și dascălul urmau sa se întoarcă cu Alexandru Lisnic, care își asigurase fratele, Vasile, ca va aduce acasă fețele bisericești… Când se întorceau în sat, pe moșia Baraboiului, cam la trei kilometri de primele case, în cale le–au ieșit vreo șase oameni, călări pe cai, și i–au ucis. Pe preot l–au omorât pe loc, răsturnînd caruța in mlaștina unui iaz. Dascalul, fiind un om mai voinic, s–a prefăcut mort. Asasinii au fugit, dar,în scurt timp, au revenit. Ei au constatat că dascălul nu mai era”, povestește Alexandru Gandrabur varianta satului. Între timp, dascalul parcursese o cale scurtă, după care incepu sa strige: “Oameni buni, ajutați–mă! Eu sunt dascalul de la Baraboi!” Asta au auzit satenii, dar nu au iesit sa vada ce se intâmpla. “Asasinii, auzind ca dascalul striga, l–au ajuns din urma, i–au umplut gura cu pământ și i–au dezbătut plămânii. L–au lăsat in câmp, unde, in scurt timp, a fost gasit de către anagajatii fermei de găini. Unul dintre muncitorii de la acea ferma l–a intrebat cine a comis crima. In ultimele clipe de viață, dascalul a aratat pe degete ca erau cinci. Așa s–a și stins…”, continua să povesteasca barbatul.Astfel, vina a căzut pe A.Lisnic, pe care l-au ucis 4 consăteni în curtea bisericii (acesta fiind nevinovat). Alexandru Gandrabur este unul dintre cei doi condamnați la 15 ani de închisoare. Acum are 80 de ani si traiește tot la Baraboi. El spune ca a fost condamnat pe nedrept și că aceasta nedreptate mai apasa ca o povară asupra sa și asupra familiei sale. Pentru asasinarea preotului și a dascalului așa și nu a fost condamnat nimeni. Moartea presupusului asasin, însă, a provocat condamnarea, in baza unor sentințe extrem de dure, a 19 persoane. În acel dosar, 4 oameni au fost condamnați la moarte prin impușcare, 2 — la privațiune de libertate pe un termen de 15 ani, 4 — la 13 ani de închisoare, 3 — la 12 ani, 2 — la 10 ani, 2 — la 8 ani si 2 — la 5 ani de pușcărie. Sătenii zic ca totul a fost pus la cale de către conducerea comunistă. Din acel an biserica a fost închisă. Din 1965 până prin 1973 în incinta bisericii a funcționat sala de sport a școlii. 
Preotul Boris Nicolaev și dascălul Trifan Rabei au fost înmormântați în cimitirul din Baraboi. În 2006, osemintele părintelui au fost strămutate în curtea bisericii, unde sătenii au înălțat un cavou.

## Renovarea
În 1988, după rugămintea sătenilor, biserica și-a redeschis porțile pentru credincioșii satului. Din 1989 la biserica Nașterea Domnului din Baraboi în calitate de preot este Grigore Nistor Spoială. În 2007, 21 septembrie (de hramul satului) a fost pusă la dispoziția sătenilor Capela Nașterea Marcii Domnului.Construcția a fost finanțată și dirijată de către Ion Prisăcaru, originar din sat.